# Pàvel Brut
Pàvel Aleksàndrovitx Brut (en rus Павел Александрович Брутт, Sosnovy Bor, 29 de gener de 1982) és un ciclista rus, ja retirat, que fou professional del 2001 al 2017. El seu darrer equip fou el Gazprom-RusVelo.
En el seu palmarès destaca una victòria d'etapa al Giro d'Itàlia de 2008 i el Campionat nacional en ruta de 2011.

## Palmarès
- 2001
  - 1r al Gran Premi de la vila de Vigo
  - Vencedor d'una etapa de la Volta al Táchira
  - Vencedor d'una etapa del Circuito Montañés
  - Vencedor d'una etapa de la Volta a Veneçuela
- 2004
  - Vencedor d'una etapa del Circuito Montañés
- 2005
  - 1r a la Volta a Navarra i vencedor d'una etapa
  - Vencedor d'una etapa de la Volta a Extremadura
- 2006
  - 1r al Cinturó a Mallorca i vencedor d'una etapa
  - 1r a la Volta a Grècia i vencedor d'una etapa
  - Vencedor d'una etapa de la Volta a Lleida
  - Vencedor d'una etapa del Circuito Montañés
- 2007
  - 1r al Gran Premi Chiasso
  - Vencedor d'una etapa del Tour de Langkawi
- 2008
  - Vencedor d'una etapa del Giro d'Itàlia
- 2009
  - 1r al Tour de Vendée
- 2011
  -  Campió de Rússia en ruta
  - 1r a la Classica Sarda Sassari-Cagliari
  - Vencedor d'una etapa al Tour de Romandia
- 2012
  - 1r a la Volta Limburg Classic

### Resultats al Giro d'Itàlia
- 2007. 87è de la classificació general
- 2008. No surt (10a etapa). Vencedor d'una etapa
- 2009. 125è de la classificació general
- 2011. 128è de la classificació general
- 2012. 95è de la classificació general
- 2013. 75è de la classificació general
- 2016. 90è de la classificació general
- 2017. 134è de la classificació general

### Resultats a la Volta a Espanya
- 2008. 105è de la classificació general
- 2012. 106è de la classificació general
- 2015. 101è de la classificació general

### Resultats al Tour de França
- 2010. 102è de la classificació general
- 2011. Abandona (9a etapa)
- 2013. 110è de la classificació general